# Marie-Antoinette Lix
Pour les articles homonymes, voir Lix.
Marie-Antoinette Lix, née le 31 mai 1839 à Colmar et morte le 14 janvier 1909 à Saint-Nicolas-de-Port en Meurthe-et-Moselle, est une militaire et écrivaine franco-polonaise. Sous le nom de Tony Lix, elle a publié des récits, romans et nouvelles. 

## Biographie
Marie-Antoinette Lix est la fille d'un grenadier à cheval converti en aubergiste après vingt ans de service. Elle perd sa mère en 1843. Surnommée Tony par son père, elle reçoit une éducation à la garçonne. Son père lui enseigne le maniement des armes, l'équitation et l'escrime. Éduquée uniquement dans les arts militaires, elle ne sait ni lire ni écrire à l'âge de 10 ans. Sur recommandation de ses voisins, son père se voit obligé de lui donner une éducation scolaire et l'envoie en pension chez les Sœurs de la Divine Providence de Ribeauvillé. Marie-Antoinette rattrape rapidement son retard, devient une brillante élève, et obtient son brevet libre d’institutrice à l’âge de 17 ans.   

### Campagne polonaise
En 1863, elle est engagée comme préceptrice à Szyce, domaine de la famille noble polonaise d'Adam, arrière petit-fils du comte Feliks Łubieński, pour enseigner le français et l'équitation aux quatre enfants, où elle devient la meilleure amie de la comtesse et sa confidente. Le 27 janvier 1863, la Pologne soumise au tsar se soulève. 
Rapidement les Russes répriment le soulèvement. Pourchassé par les cosaques de Mouravieff, le comte Łubieński est obligé de fuir. La comtesse Łubieńska reste seule avec ses quatre enfants à Szyce. Marie-Antoinette prend la direction du domaine qui devient au fil des jours un hôpital polonais. Elle soigne secrètement les blessés dans les douves, lorsque la comtesse lui apprend qu'une dépêche trouvée sur un blessé informe qu'un bataillon du général polonais Boncza tombera dans une embuscade le lendemain.
Marie-Antoinette revêt un costume militaire, selle un cheval et rejoint de nuit les positions de l'escadron de Boncza, dans la forêt de Gory. Le courage de Marie-Antoinette Lix galvanise les Polonais et vers trois heures du matin, ils chargent par surprise les rangs cosaques et parviennent à se dégager et à éviter le massacre et la déroute. Au général polonais blessé qui désire connaître le jeune homme qui fut son sauveur, Marie-Antoinette Lix se présente sous le nom de Michel le Sombre. Promue lieutenant, elle escorte la famille Łubieński jusqu'à la frontière prussienne où la comtesse et ses enfants doivent trouver refuge à Dresde.
Le peloton de Tony, surnommé « la légion du désespoir », s'engage contre les dragons russes à dix contre un. Marie-Antoinette Lix est blessée au bras, faite prisonnière et interrogée par le général Czongiery. Son passeport français révélant son sexe, la sauve : au lieu d'être fusillée, elle est reconduite à la frontière prussienne.

### Campagne française

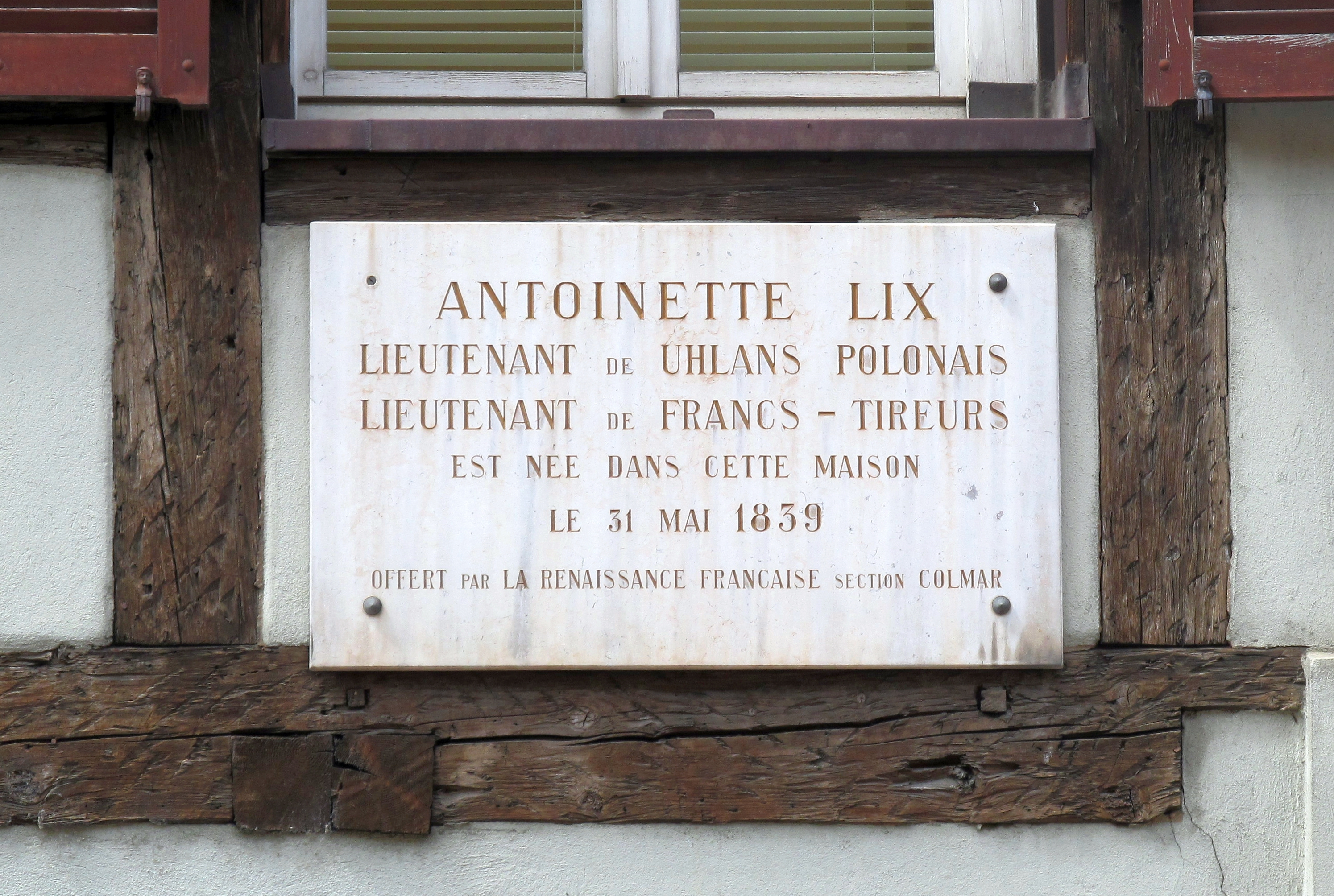
Plaque commémorative à Colmar.

De retour en France, elle regagne l'Alsace où elle exerce le métier de vendeuse. Bientôt après, elle suit des cours d'infirmière, et en 1866 part à Lille où le choléra fait rage. Son dévouement et ses faits d'armes parviennent aux oreilles de l'empereur Napoléon III qui lui accorde la direction du bureau de poste de Lamarche dans le département des Vosges. 
Lorsque la guerre franco-prussienne de 1870 éclate, Marie-Antoinette Lix s'engage à Paris comme femme-soldat. La veille de la bataille de Sedan, le capitaine de compagnie des francs-tireurs de Lamarche lui propose de l'enrôler comme lieutenant. À la tête d'une section, elle se bat dans la région de Saint-Dié, participe à la bataille de Nompatelize et dans ce combat sera chargée de la défense de La Salle et Saint-Rémy. Elle intègre l'armée des Vosges, commandée par Garibaldi. En compagnie d'une poignée de fidèles, chassepot au poing, elle repousse une attaque ennemie, et ne se replie qu'à court de munitions. Chargée de protéger Langres, elle évite à des prisonniers français d'être massacrés par des Bavarois. 

### Carrière littéraire
Elle prend sa retraite en 1882 et s'installe à Paris, où elle se consacre à des travaux littéraires en effectuant des traductions et en écrivant elle-même quatre romans sous le nom de Tony Lix.
Malade, elle est admise en 1898 chez les religieuses à l'hospice de Saint-Nicolas-du-Port en Meurthe-et-Moselle, où elle décède en 1909.

### Hommages
Les Dames de Strasbourg et de Colmar lui offrent une épée d'honneur en souvenir de la guerre de 1870-1871. Elle sera donnée en 1910 au musée de l’Armée.
Deux plaques sont posées sur sa tombe : la première rappelle son héroïsme lors de l'insurrection polonaise en 1863 (pour son centenaire) et la deuxième en fonte lors de la guerre de 1870-1871 (installée par le Souvenir français).
Une plaque est apposée sur la maison qui l'a vue naître au 76 Grand-Rue à Colmar (Alsace).

## Publications

### Traductions
- Ellen Wood (trad. Tony Lix), Johnny Ludlow : roman, Paris, M. Dreyfous, 1879, 322 p. (lire en ligne).

### Romans, récits, nouvelles
- Tout pour la patrie, Paris, Bray et Retaux, 1884, VI-245 p..
- Les Neveux de la chanoinesse : roman patriotique, Paris, Bloud et Barral, 1886, II-306 p..
- À Paris et en province : recueil de nouvelles, vol. 141, Tours, Mame, 1889.
- Jeunes brutions et vieux grognards : souvenirs du prytanée de la Flèche, Tours, Mame, 1889, 160 p..

## Source
- Pierre Mariel, « Une héroïne franco-polonaise : Antoinette Lix », in Historama, no 148, page 86